# Antonio Robles Almeida
Antonio Robles Almeida (Fermoselle, Zamora, 9 de desembre de 1954) és un polític i periodista. Fou el primer secretari general de Ciutadans - Partit de la Ciutadania i també diputat d'aquesta formació per Barcelona.

## Biografia
Fill d'un paleta i una modista emigrats a Catalunya, va treballar de paleta per pagar-se els estudis. És llicenciat en Filosofia i Ciències de l'Educació per la Universitat de Barcelona i en Ciències de la Informació per la Universitat Autònoma de Barcelona.
Des de 1982, ha exercit de professor de Filosofia en diversos instituts d'ensenyament mitjà de Barcelona i ha estat col·laborador de l'Institut de Ciències de l'Educació en la Universitat de Barcelona durant tretze anys. Actualment, després del seu pas per la política, és professor de filosofia de l'Institut Front Marítim de Barcelona.
En la seva faceta com a periodista ha treballat per als diaris Mundo Diario de Barcelona, La Región d'Ourense i el diari esportiu Sport. També ha col·laborat com a columnista a El Periódico de Catalunya, ABC i El Mundo; en el periòdic digital Libertad Digital, on actualment té una columna anomenada "Izquierda Liberal", a Factual, a La Voz de Barcelona, Crónica Global i a la revista La Ilustración Liberal i Tolerancia. En 1977 fundà la revista Rufaca.

## Activitat política

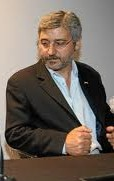
Antonio Robles en 2010.

És un crític del catalanisme. En aquest aspecte, va publicar el 1992 el llibre Extranjeros en su país (sota el pseudònim de "Azahara Larra Servet"), en 2007 Del fraude histórico del PSC al síndrome de Catalunya i en 2013 "1979/2006, Historia de la Resistencia al nacionalismo en Cataluña". Ha fundat o pertangut a associacions com l'Asociación por la Tolerancia, España, Constitución de Ciudadanos i Iniciativa No Nacionalista, partit que es va dissoldre el 2006 per a integrar-se en Ciudadanos - Partido de la Ciudadanía.
Al juliol de 2006, al Congrés fundacional C's, va ser nomenat secretari general del partit, càrrec del qual va dimitir al maig de 2007. Al II Congrés C's de 2007 va ser nomenat membre del Consell General.
Com a nombre 3 de la llista de C's per Barcelona en les eleccions al Parlament de Catalunya de 2006 va ser diputat al Parlament de Catalunya des de l'1 de novembre de 2006 fins a setembre de 2009, quan en desacord amb la coalició que el seu partit va fer amb l'organització política Libertas a les eleccions europees va deixar la seva acta així com la seva militància en C's, reprenent la seva tasca docent.
A partir del 23 de novembre de 2009 va formar part d'UPyD. En les eleccions al Consell Territorial de Catalunya d' UPyD, va resultar escollit portaveu d'UPyD de Catalunya. El 2 d'octubre de 2010 va ser escollit a través d'eleccions primàries cap de llista per Barcelona i candidat a la Generalitat per les eleccions del 28 de novembre d'aquest mateix any. En obtenir uns resultats testimonials, va deixar UPyD i va tornar a la labor docent com a professor de Filosofia a Barcelona. El 2016 funda, juntament amb Santiago Trancón, el Centro Izquierda Nacional (CINC), partit polític d'àmbit nacional que pretén ocupar l'espai que va deixar el PSOE en no tenir un projecte comú a tot l'Estat i Ciutadans - Partit de la Ciutadania a l'abandonar els seus principis socialdemòcrates.

## Obra
- Extranjeros en su país, Ediciones Libertarias, 1992, (amb el pseudònim Azahara Larra Servet).
- Del fraude histórico del PSC al síndrome de Catalunya, Sepha, 2007.
- 1979/2006, Historia de la Resistencia al nacionalismo en Cataluña, Biblioteca Crónica Global, 2013.[4]
- La creación de Ciudadanos: un largo camino, Editorial Triacastela, 2015.[5]